# Alette Pos
Esther (Alette) Pos (Arnhem, 30 maart 1962) is een Nederlands voormalig hockeyster die als keepster speelde.
Pos speelde tussen 1982 en 1988 in totaal 28 wedstrijden voor de Nederlandse hockeyploeg waarmee ze in 1983 wereldkampioen werd en goud won op de Olympische Spelen in 1984. Pos was als speelster actief voor Upward.